# Amerikai ámbrafa

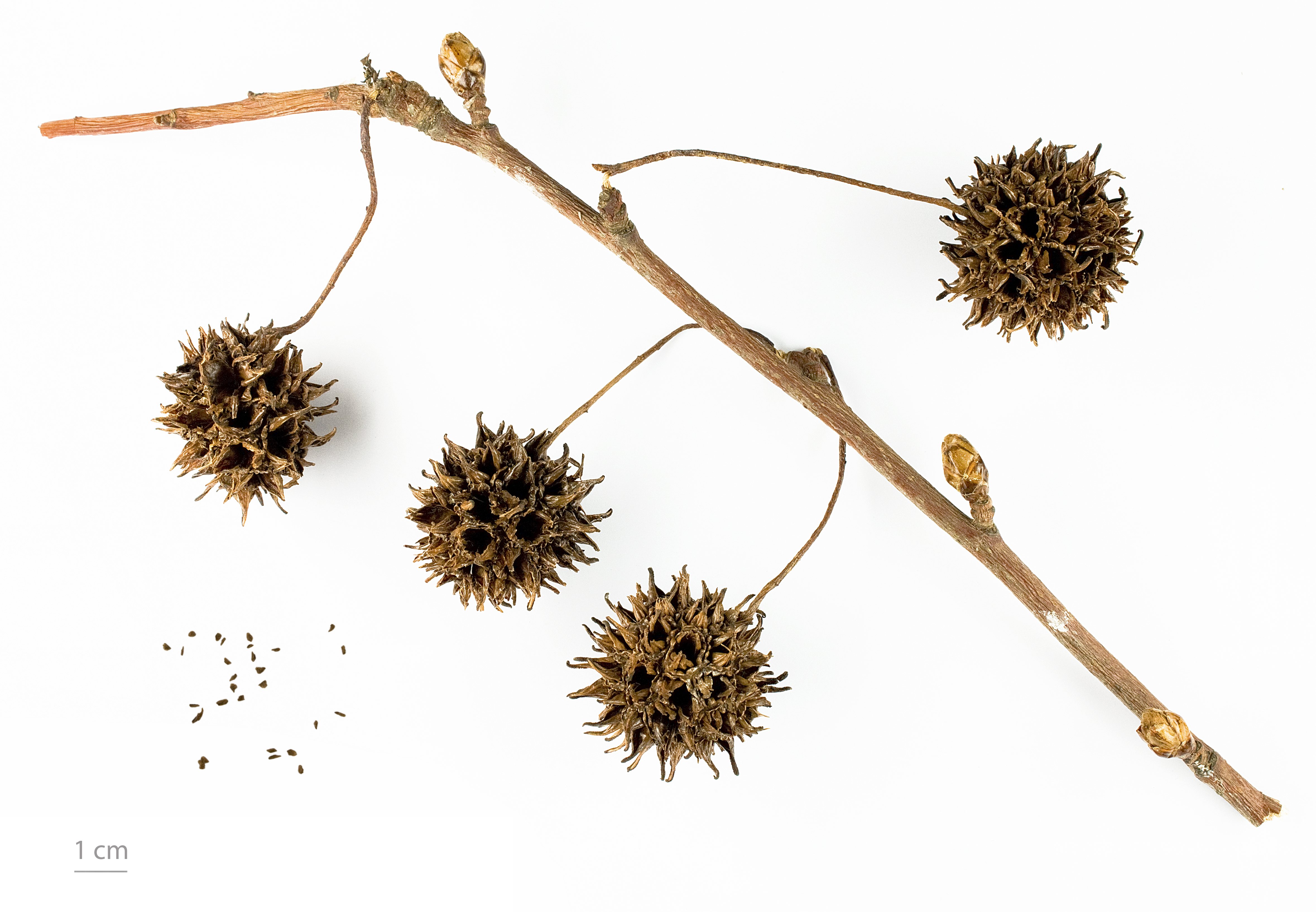
Liquidambar styraciflua

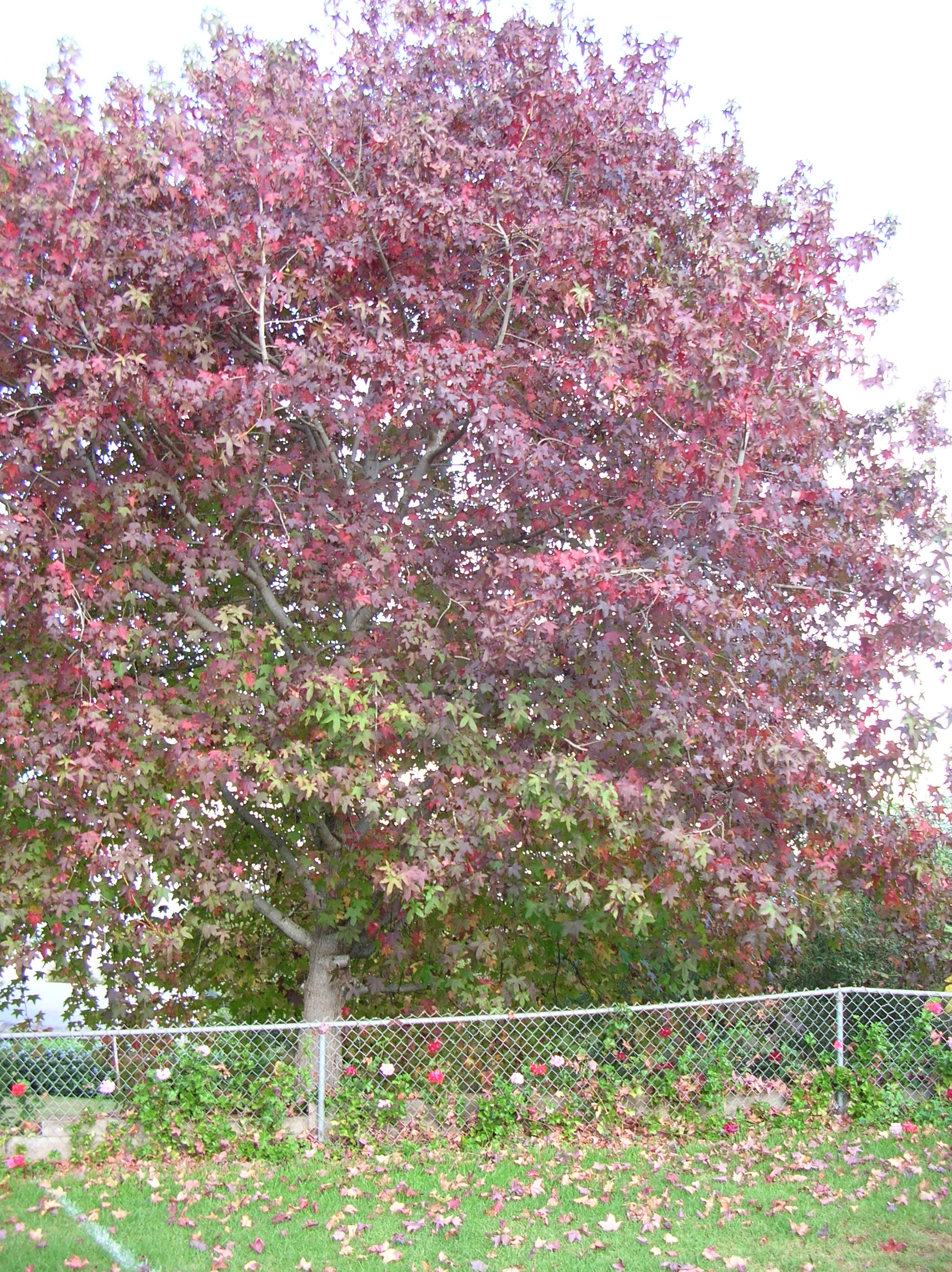
Egy amerikai ámbafa ősszel

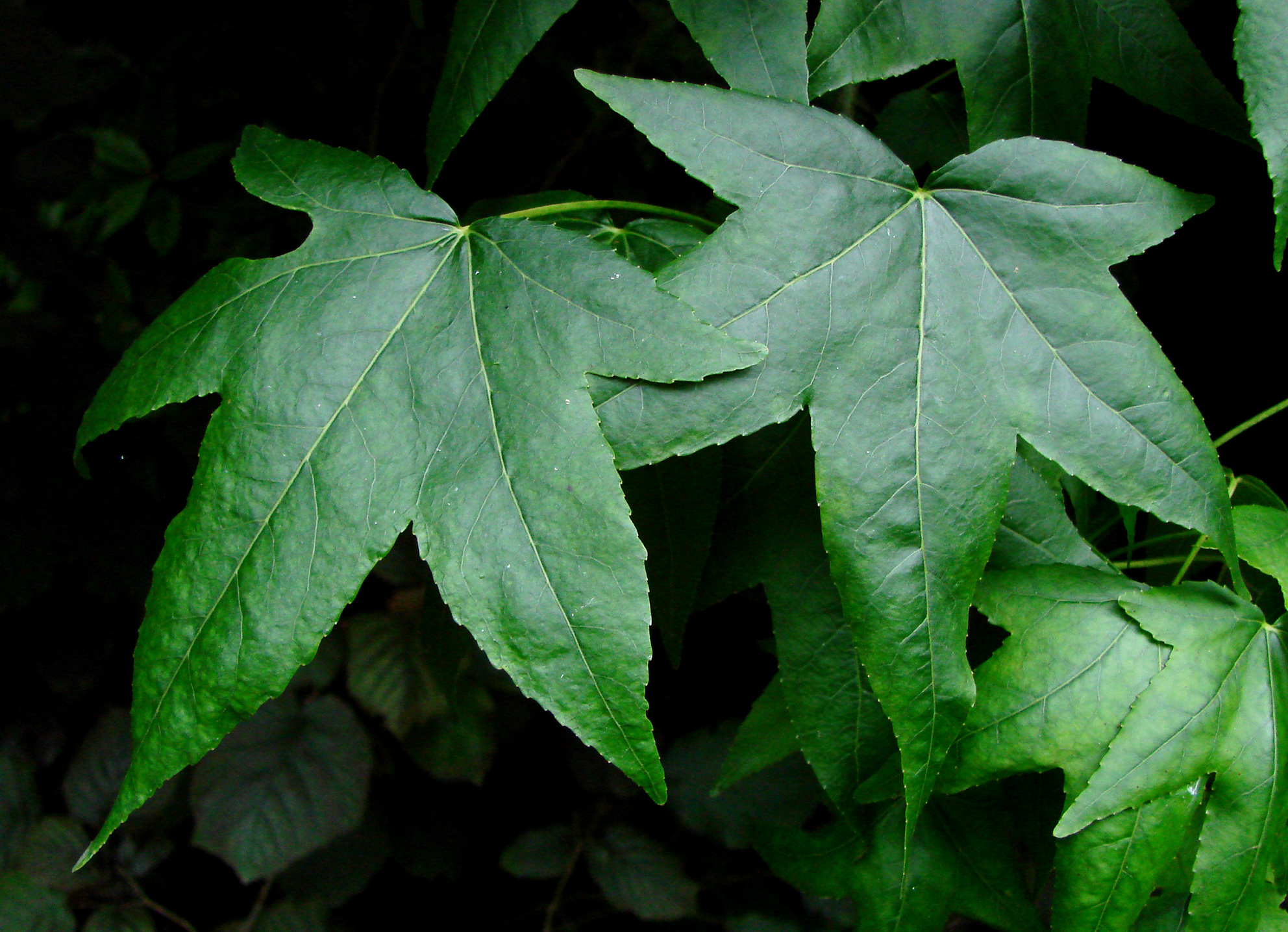
Egy amerikai ámbrafa levelei nyáron

Az amerikai ámbrafa (Liquidambar styraciflua) a kőtörőfű-virágúak (Saxifragales) rendjébe és a csodamogyorófélék (Hamamelidacea) családjába tartozó, akár 20 m magasra növő díszfa. Felszíne repedezett, színe szürke. Ágai gyakran paralécesek, levelei 5-7 (szárnyasan) karéjosak, szórt állásúak, szélük ép, színük zöld. A levelek erezete élre futó szárnyas. Ősszel sárgára vagy lilásvörösre színeződnek. Termése toktermés (ikertüszőtok-terméságazat), 3 cm-es csüngő, tavaszig a fán marad. Eredeti elterjedési területe az USA délkeleti része. Egyéb elnevezései: vörös mézga, szíjácsos mézga, édes mézga.

## Kertészet
Szép alakja és intenzív őszi lombszíne miatt értékes. Napos vagy félárnyékos helyre való. A savanyú talajt kedveli, mészérzékeny, meszes talajon levelei besárgulhatnak; savanyú kémhatású tőzeget kell keverni az ültetőgödrébe, illetve a későbbiekben is figyelni kell, hogy a talaja ne meszeződjön vissza.

## Felhasználása
Törzsét megsebezve egy aromás gyanta, az ún. sztorax jelenik meg a seb zárására. A kozmetikai ipar használja illatszerek, kenőcsök készítésénél illatfokozásra. A rágógumi alapanyagát az ámbrafa levegőn besűrűsödő váladékából készítik, ezért a mézgafa elnevezés is gyakori.
Faipari felhasználása: Asztalos áru, bútor alkatrészek, ajtó, építészeti és idomformázott, esztergált termékek, parketta, vasúti talpfa. Felületkezeléssel kiválóan helyettesíti a diót.
Megmunkálása: Faanyagát gépi- és kézi szerszámokkal könnyű megmunkálni. Szegezése, csavarozása, ragasztása, felületkezelése könnyű, csiszolással kiváló felület ad. Szárítása gyors, erősen vetemedik és csavarodik. Zsugorodása nagy, száradást követően mozgásra hajlamos.
Fizikai tulajdonságai: A szíjácsa szélesedő, fehér és világos rózsaszínű gesztje vöröses barna, gyakran sötétbarna csíkokkal. A faanyagának rostjai szabálytalanok, rendszerint összefonódnak, ezért rajzolata látványos. A szövetszerkezete finom és egységes.
Az amerikai ámbrafa mérsékelten kemény, merev és nehéz, gőzöléssel a hajlíthatósága mérsékelt.

## Faanyagának fizikai és mechanikai tulajdonságai
(mm-N)a
Nedvességtartalom: Nyers - 12%
Tömörségb: 0,46 - 0,52
Statikus szilárdság
Szakítási modulus (MPa): 49 - 86
Rugalmassági modulusc (MPa): 8274 - 11307
Legnagyobb terhelés munkája (J/cm3): 2,90 - 3,42
Ütő-hajlító szilárdság (mm): 813 - 914
Nyomó szilárdság, rostirányú (MPa): 21 - 44
Nyomó szilárdság, rostra merőleges (MPa): 2,55 - 4,27
Nyíró szilárdság, rostirányú (MPa): 6,83 - 11,03
Húzó szilárdság, rostra merőleges (MPa): 3,72 - 5,24
Oldalkeménység (N): 2669 - 3781
a.  A vizsgálatokhoz nyers és a légszáraz teljesen hibamentes, kis keresztmetszetű próbadarabokat használtak. A tulajdonságok meghatározásai: törő szilárdságot az a magasság jelenti, ahonnan egy 0,71 kg (50 lb) kalapácsot leejtve a próbadarab összetörik; a rostirányú nyomás más néven a legnagyobb törő szilárdság; a rostra merőleges nyomás a rostok arányossági határon mért szilárdsága; nyírás a legnagyobb nyírószilárdság; húzás a legnagyobb húzószilárdság; oldalkeménység rostokra merőleges.
b.  Tömörség, mértékegység nélküli szám, a nyers illetve a szárított faanyag térfogategységére jutó abszolút száraz faanyag súlyának viszonya a víz fajsúlyához. A faanyagok tömörsége többnyire egynél kisebb, ezért a vízen úsznak.
c.  A rugalmassági modulust a két ponton alátámasztott középen koncentrált erő által okozott behajlás ívmélységen mérik. A modulus 10%-os növelésével a nyírási rugalmasságot kapjuk.